# Thagria geniculata
Thagria geniculata är en insektsart som beskrevs av Li och Wang 2002. Thagria geniculata ingår i släktet Thagria och familjen dvärgstritar. Inga underarter finns listade i Catalogue of Life.